# Афанасьев, Георгий Емельянович
Гео́ргий Емелья́нович Афана́сьев (28 февраля 1848, Уфа — 15 декабря 1925, Белград) — историк, педагог, доктор исторических наук, журналист, общественный деятель, Министр иностранных дел Украины в 1918 году.

## Биография
Сын военного. Учился в Оренбургской (Уфимской) гимназии, с 1865 по 1869 год обучался на историческом отделении Новороссийского университета в Одессе.
Будучи студентом принимал активное участие в общественной жизни. Был одним из руководителей студенческого кружка, попал в списки «неблагонадежных». По окончании университета в 1869 году был оставлен в университете для приготовления к профессорскому званию по кафедре всеобщей истории, позже — приват-доцент кафедры всеобщей истории (1884) Новороссийского университета. Преподавал историю в одной частных одесских женских гимназий.
Доктор всеобщей истории. По подозрению в «неблагонадежности» подвергался травле. Так и не стал профессором.
В 1894 году переехал в Киев и стал директором (управляющим) конторой Государственного банка. Благодаря его стараниям, в 1905 г. по проекту архитектора Вербицкого и инженера Кобелева было построено новое здание банка в Киеве. Являлся бессменным директором Киевского банка до конца 1918 года.
Работая директором банка, Афанасьев также возглавил Товарищество взаимного кредита, открыл в Киеве коммерческое училище и гимназию, занимался благотворительной деятельностью, в частности, в области здравоохранения.

## Государственная деятельность
После государственного переворота в Киеве (29 апреля 1918 г.) и свержения правительства УНР была провозглашена Украинская Держава, гетман Павел Скоропадский пригласил в формируемое правительство историка и финансиста Г. Афанасьева, который с 3 мая 1918 года вошел в его состав в качестве государственного контролёра.
С ноября до 14 декабря 1918 года — министр иностранных дел. 

Новым министром иностранных дел был Афанасьев, профессор, самый популярный в Киеве человек, с огромной эрудицией, он имел один огромный недостаток — был слишком стар— Павел Скоропадский. Спогади. Кінець 1917 — грудень 1918.
 На этой должности безуспешно пытался изменить внешнеполитический курс Украины и заключить союз со странами Антанты.
Скоропадский высказывался о нём как о человеке «мало обращавшем внимание на реальную ситуацию», весьма склонном к сближению с Антантой и вредящем союзу Украины с Германией.
Противники Скоропадского из украинского национального лагеря упрекали Афанасьева в русском происхождении и антиукраинской позиции в языковом вопросе. Один из них в записке Совету Министров 15 сентября 1918 года писал: 

"г. Афанасьев — государственный контролер, впоследствии министр иностранных прав, русский из Уфы (Сибирь). Последовательный враг украинства, вел кампанию против украинского языка, который называл «грубым и угловатым».
Не обошли вниманием и подписание Афанасьевым в числе 9 гетманских министров (Н. Василенко, А. Ржепецкий, С. Гербель, С. Гутник, А. Романов, В. Зеньковский, В. Колокольцов, Ю. Вагнер, Афанасьев и С. Завадский) записки премьеру Ф. Лизогубу в октябре 1918, в которой выразили требования федерации с Россией.
После падения гетманата приехал в Одессу, Сотрудничал с «Одесским листком», где публиковались его статьи. Позже эмигрировал в Сербию (Королевство сербов, хорватов и словенцев). Был избран профессором истории на философском факультете Белградского университета, где проработал до смерти в 1925 году.

## Научная деятельность
Главным предметом исследований ученого была Франция. Отдельным страницам её истории он посвятил свою магистерскую («Главные моменты министерской деятельности Тюрго», 1884) и докторскую («Условия хлебной торговли во Франции в конце XVIII века», 1892) диссертации, для которых собрал ценные материалы в архивах Парижа.
В 1892 году вышла объемная (более 500 стр.) книга Г. Е. Афанасьева «Условия хлебной торговли во Франции в конце XVIII века». Почти одновременно с русским изданием книга вышла в переводе на французский. В докладе во Французской академии наук видный французский историк П. Левассёр заявил: 

«Этот труд, выполненный иностранцем, …делает большую честь его автору и будет, несомненно, полезен всем тем, кто будет заниматься экономической историей XVIII в.».
Когда создавалась коллекция «История Европы по эпохам и странам» в издательстве знаменитых энциклопедистов Брокгауза и Ефрона, Афанасьеву предложили написать книгу «История Ирландии» (увидела свет в 1907 году). В 1908 г. опубликовал книгу «Исторические и экономические статьи» в нескольких томах.
Исследования ученый сочетал с чтением публичных лекций на различные темы.

## Избранные труды
- Два момента конституционной истории Англии XIX века. — Одесса, 1882;
- Главные моменты министерской деятельности Тюрго. — Одесса, 1884;
- Внешняя политика Наполеона ІІІ. — Одесса, 1885;
- Судьбы Ирландии. — Одесса, 1887;
- Две публичные лекции о Марии Стюарт. — Одесса, 1888;
- Капитал, спекуляция и банкиры. — Одесса, 1893;
- Наши конкуренты. — Одесса, 1893;
- Гугеноты при Людовике XIV. — Одесса, 1895;
- Наполеон І. — К., 1898;
- Мирабо. — Одесса, 1902;
- Исторические и экономические статьи. Т. I. Киев, 1909;
- Наполеон и Александр. Причины войны 1812 года. — К., 1912.
- Английская революция 1688 г. и русская революция 1917 г. — Киев: типо-лит. «С. В. Кульженко», 1917.